# Arthonia insulata
Arthonia insulata är en lavart som först beskrevs av B. de Lesd., och fick sitt nu gällande namn av Redinger. Arthonia insulata ingår i släktet Arthonia och familjen Arthoniaceae.   Inga underarter finns listade i Catalogue of Life.